# ISO 3166-2:FM
ISO 3166-2:FM – kody ISO 3166-2 dla podjednostek administracyjnych Mikronezji.
Kody ISO 3166-2 to część standardu ISO 3166 publikowanego przez Międzynarodową Organizację Normalizacyjną. Kody te są przypisywane głównym jednostkom podziału administracyjnego, takim jak np. województwa czy stany, każdego kraju posiadającego kod w standardzie ISO 3166-1.
Aktualnie (2017) dla Mikronezji zdefiniowano kody dla 4 stanów.
Pierwsza część oznaczenia to kod Mikronezji zgodnie z ISO 3166-1, natomiast druga część oznaczenia znajdująca się po myślniku to trzyliterowy kod jednostki administracyjnej.

## Kody ISO
| Kod ISO | Nazwa jednostki administracyjnej | Rodzaj jednostki administracyjnej |
| ------- | -------------------------------- | --------------------------------- |
| FM-TRK  | Chuuk                            | stan                              |
| FM-KSA  | Kosrae                           | stan                              |
| FM-PNI  | Pohnpei                          | stan                              |
| FM-YAP  | Yap                              | stan                              |